# Hawa Abdi
Pour les articles homonymes, voir Abdi (homonymie).
Hawa Abdi (somali : Xaawo Cabdi, arabe : حواء عبدي), née le 28 mai 1947 à Mogadiscio et morte le 5 août 2020 dans la même vile, est une gynécologue et militante des droits de l'homme somalienne. Elle a fondé et dirigé la Fondation Dr. Hawa Abdi (DHAF), une organisation caritative.

## Biographie
Hawa Abdi Dhiblawe est née à Mogadiscio, en Somalie. Sa mère décède alors qu'elle a 12 ans, pour une complication gynécologique. Hawa Abdi s'occupe alors de sa famille en tant que fille aînée,.
En 1964, elle bénéficie d'une bourse pour poursuivre ses études en Union soviétique. Elle étudie donc la médecine à l'université nationale Taras-Chevtchenko de Kiev, où elle obtient son diplôme en 1971. Elle devient ainsi la première femme de Somalie ayant un diplôme de gynécologue. L'année suivante, elle entame des études de droit à l'université de Mogadiscio.
En 1973, Abdi se marie et donne naissance à son premier enfant deux ans plus tard. Elle pratique la médecine le matin et étudie le droit sur son temps libre, précise-t-elle dans son autobiographie, et elle obtient en 1979 son diplôme de droit. En 1983, Abdi inaugure l'organisation pour le développement de la santé rurale, (anglais : Rural Health Development Organisation (RHDO) sur un terrain que possède sa famille dans le sud de la région Shabeellaha Hoose, à 30 km de Moda. Elle y commence avec une clinique modeste, offrant des services obstétriques gratuits aux femmes vivant en zone rurale.
Quand la guerre civile débute en Somalie au début des années 1990, Abdi reste en retrait sous l'impulsion de sa grand-mère, qui lui conseille d'utiliser ses qualifications pour porter assistance aux personnes vulnérables. Elle fonde une nouvelle clinique, de 300 lits, ouverte gratuitement à tous, avec cinq médecins (dont deux de ses filles) et une école pour les réfugiés et les orphelins.

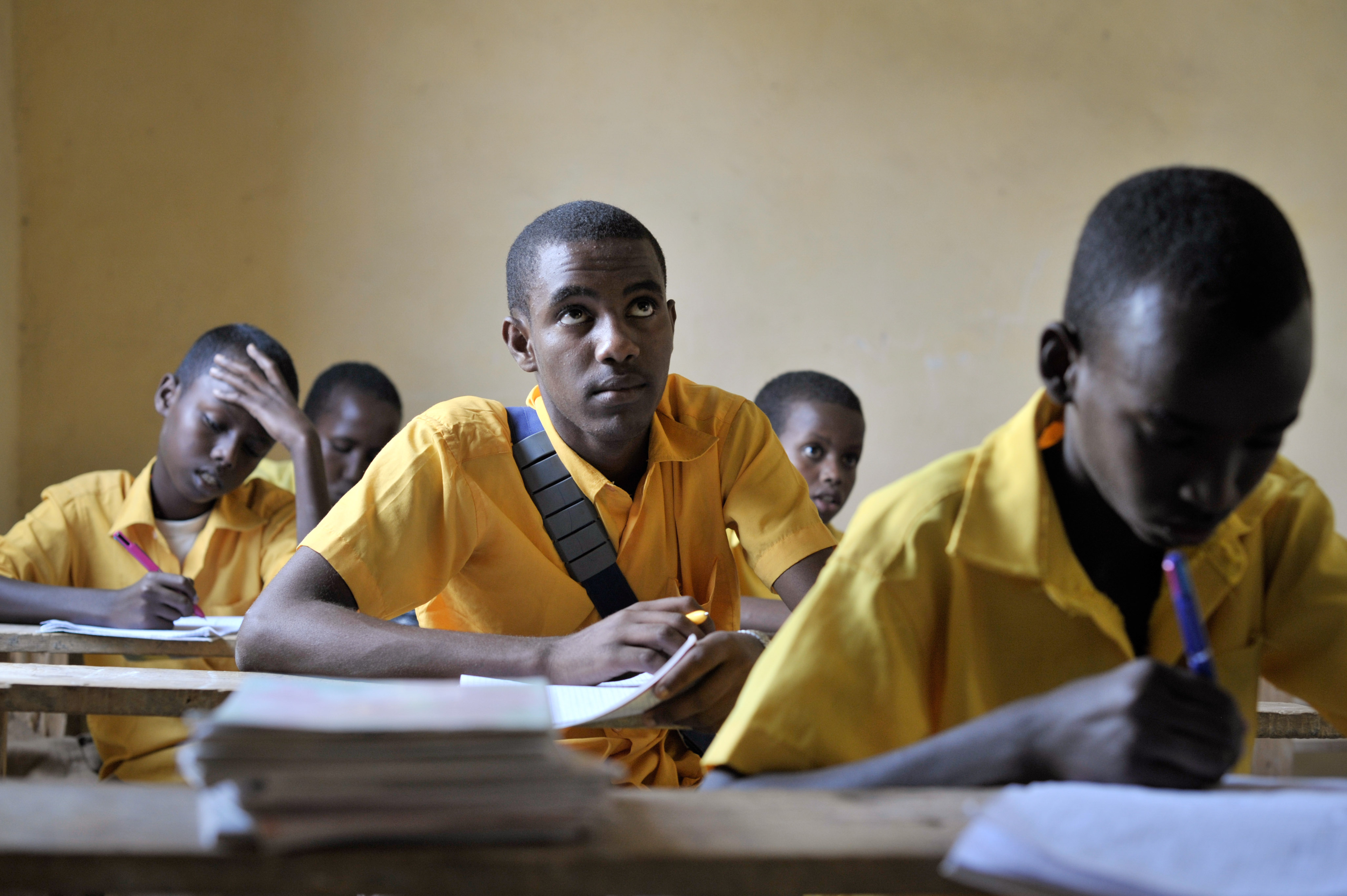
Etudiants assis en classe au Centre Abdi Hawa en Somalie, septembre 2013.

Cette organisation RHDO est rebaptisée Fondation Dr Hawa Abdi (anglais : Dr. Hawa Abdi Foundation, DHAF) en 2007. Elle s'étend graduellement et comporte un camp humanitaire, qui recueille durant la crise alimentaire de 2011 dans la Corne de l'Afrique jusqu'à 90 000 personnes.
Deux ans auparavant, au plus fort de l'insurrection islamiste d'Al-Shabbaab dans le sud de la Somalie, des militants assiègent le complexe et tentent de forcer Hawa Abdi à le fermer. Elle tient bon et les rebelles partent au bout d'une semaine, grâce à la pression des habitants, des Nations-Unies et d'autres groupes de défense. Les militants reviennent sévir dans la région en février 2012, conduisant Abdi à suspendre temporairement les services jusqu'à leur départ final.

### La Fondation Dr Hawa Abdi

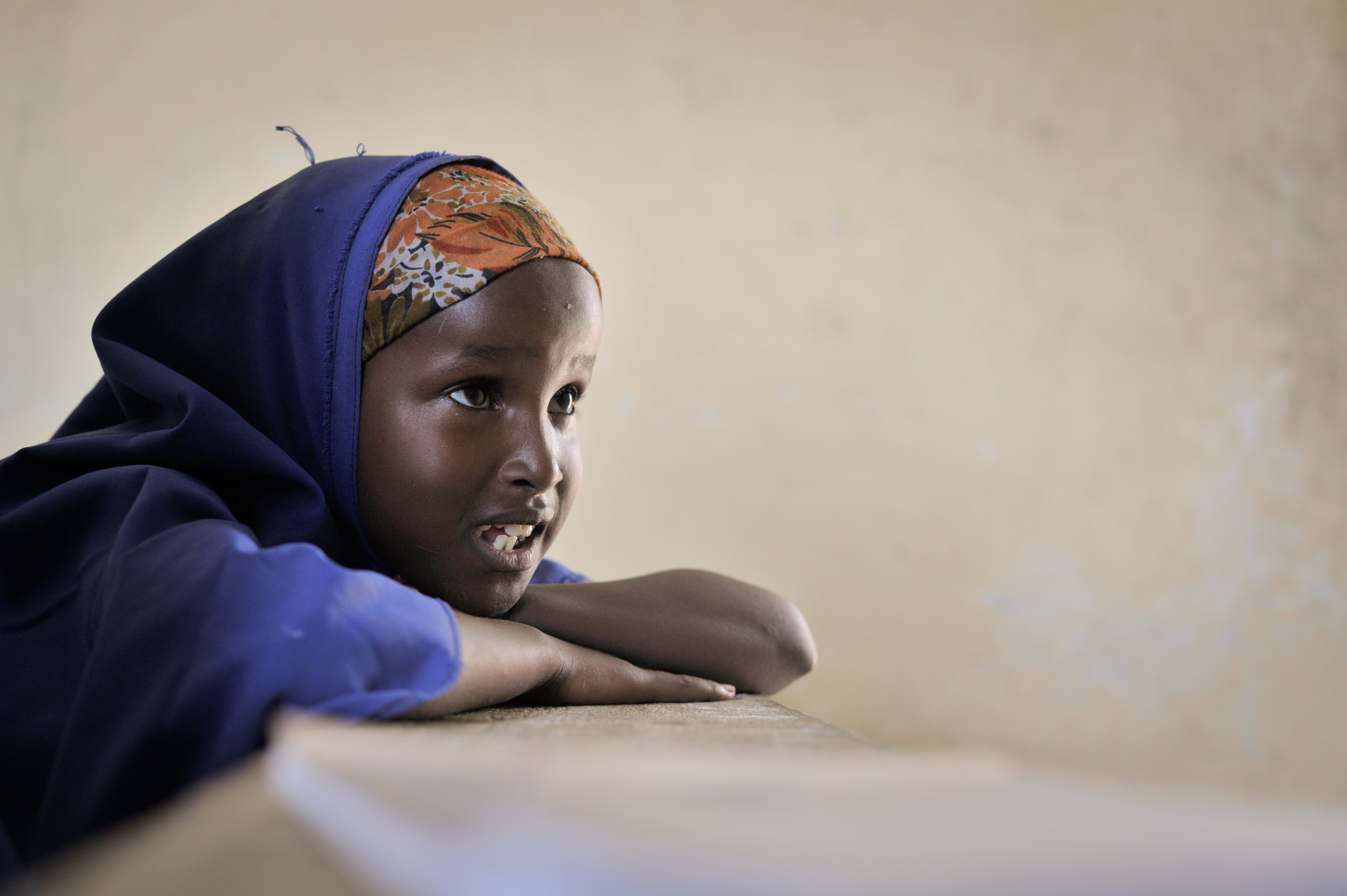
Jeune somalienne lisant le tableau durant un cours d'anglais au Centre Abdi Hawa en Somalie, septembre 2013.

La Fondation Dr Hawa Abdi (DHAF) est dirigée par Abdi et ses deux filles, Deqo et Amina Adan comme adjointe, qui suivent les pas de leur mère comme spécialistes en obstétrique et gynécologie.
Le complexe du DHAF comporte un hôpital, une école et un centre alimentaire et fournit un abri, de l'eau et des soins médicaux aux femmes et aux enfants,.
Bien que les services soient offerts sans contrepartie, Abdi gère plusieurs projets de pêche et d'agriculture au sein du complexe pour inculquer l'auto-suffisance alimentaire. L'hôpital contient également une petite parcelle de terrain, où sont cultivés des légumes et du maïs qui sont ensuite en partie vendus pour couvrir une partie des frais de maintenance.
La collecte de fonds pour permettre l'équipement du complexe et l'approvisionnement en fournitures médicales est essentiellement assuré par des versements par des expatriés somaliens. Depuis 2011, l'organisation a reçu le soutien de la Fondation Women in the World.

## Prix et distinctions
En 2007, Abdi est nommée « Personnalité de l'année » par Hiiraan Online. Le magazine féminin Glamour la nomme, elle et ses deux filles, parmi ses « Femmes de l'année 2010 ».
En 2012, Abdi est nommée pour le prix Nobel de la paix. Elle reçoit également le Women of Impact Award de la WITW Foundation, et le BET's Social Humanitarian Award.
En 2014, Abdi reçoit le prix des quatre libertés de Roosevelt à Middelbourg, aux Pays-Bas.
Elle reçoit plusieurs Doctorats honoris causa : de l'université de Pennsylvanie en Science en mai 2016, et de l'Université Harvard le 25 mai 2017

## Autobiographie
- (en) Keeping Hope Alive, Hachette UK, 2013.